# Дюрренентзен
Дюрренентзен (фр. Durrenentzen) — коммуна на северо-востоке Франции в регионе Гранд-Эст (бывший Эльзас — Шампань — Арденны — Лотарингия), департамент Верхний Рейн, округ Кольмар — Рибовилле, кантон Энсисем. До марта 2015 года коммуна административно входила в состав кантона Андольсайм (округ Кольмар).
Площадь коммуны — 6,24 км², население — 868 человек (2006) с тенденцией к росту: 935 человек (2012), плотность населения — 149,8 чел/км².

## Население
Численность населения коммуны в 2011 году составляла 957 человек, а в 2012 году — 935 человек.
| 1962 | 1968 | 1975 | 1982 | 1990 | 1999 | 2004 | 2006 | 2009 | 2011 | 2012 |
| ---- | ---- | ---- | ---- | ---- | ---- | ---- | ---- | ---- | ---- | ---- |
| 327  | 342  | 427  | 567  | 584  | 689  | 824  | 868  | 940  | 957  | 935  |

Динамика населения:

## Экономика
В 2010 году из 637 человек трудоспособного возраста (от 15 до 64 лет) 496 были экономически активными, 141 — неактивными (показатель активности 77,9 %, в 1999 году — 73,2 %). Из 496 активных трудоспособных жителей работали 468 человек (252 мужчины и 216 женщин), 28 числились безработными (13 мужчин и 15 женщин). Среди 141 трудоспособных неактивных граждан 51 были учениками либо студентами, 52 — пенсионерами, а ещё 38 — были неактивны в силу других причин.
На протяжении 2011 года в коммуне числилось 330 облагаемых налогом домохозяйств, в которых проживало 918,5 человек. При этом медиана доходов составила 21958 евро на одного налогоплательщика.

## Достопримечательности (фотогалерея)

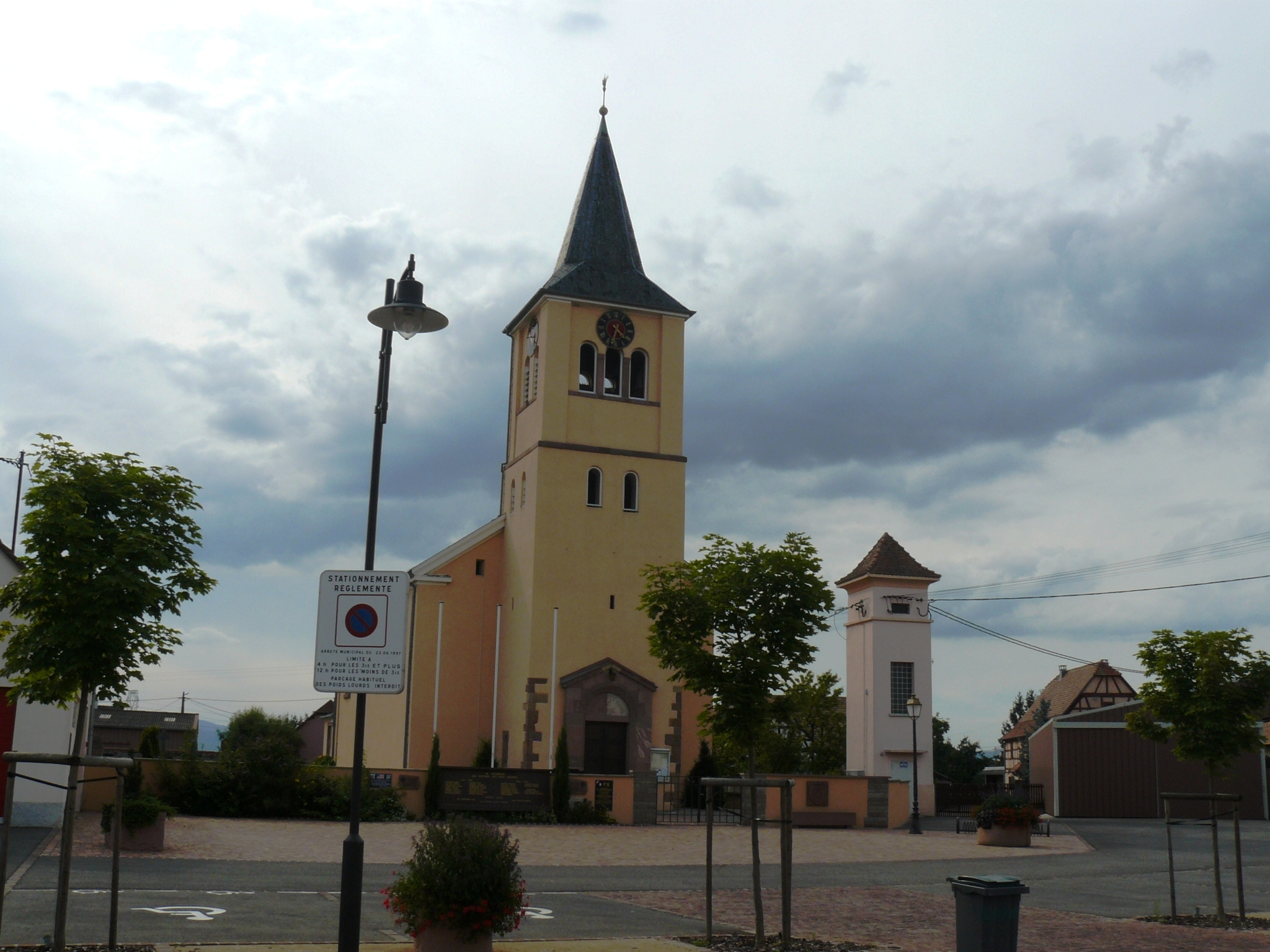
Церковь
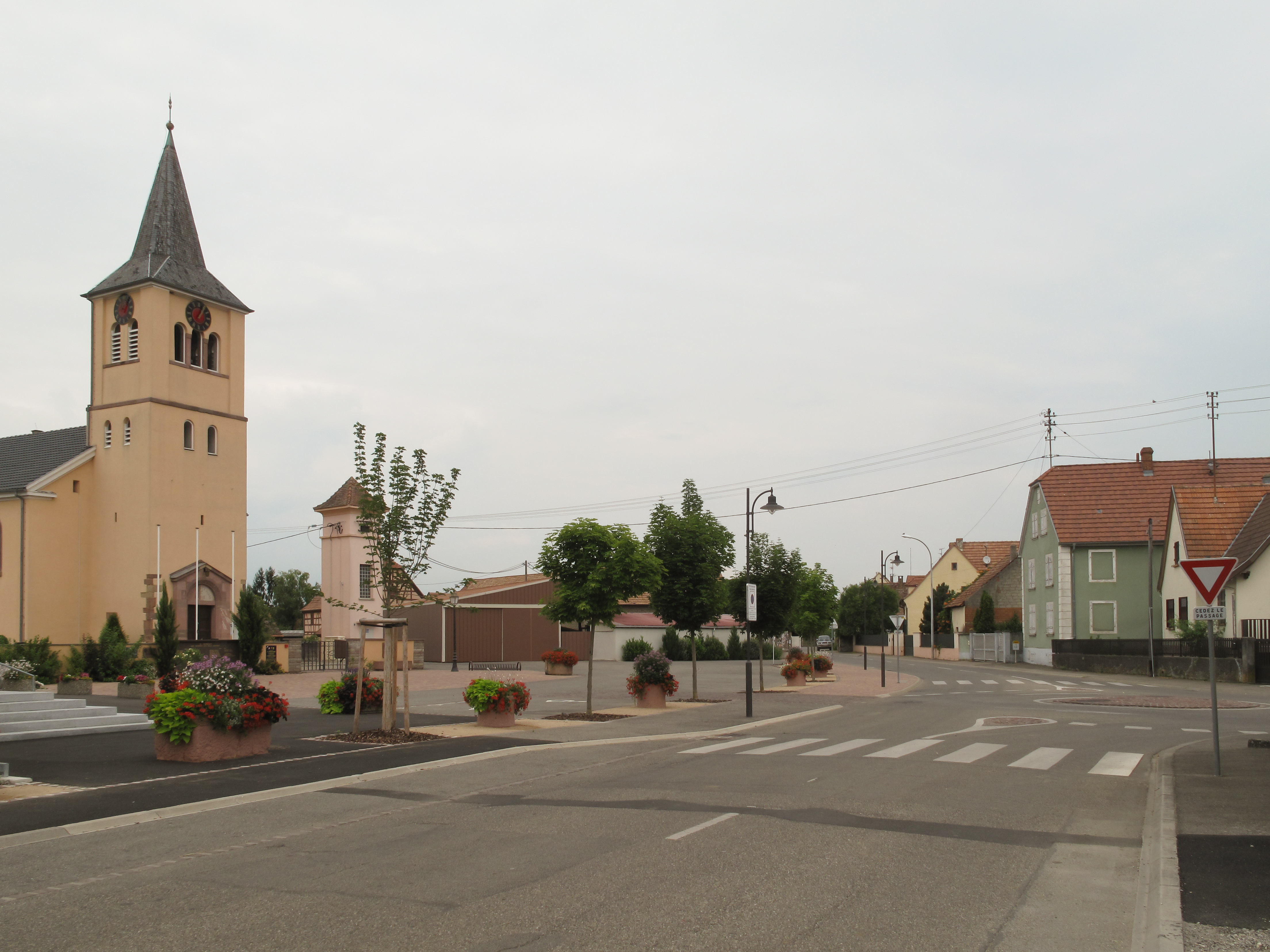